# The Scream (Band)
The Scream war eine aus der US-amerikanischen Gruppe Angora hervorgegangene Hard-Rock-Band, die 1991 ihr einziges veröffentlichtes Album aufnahm.

## Geschichte

### Angora
Der aus Philadelphia stammende Sänger und Gitarrist John Corabi gründete in seiner Heimatstadt gemeinsam mit Jimmy Marchiano (Gitarre), dem Bassisten Frank Scimeca und dem Schlagzeuger Robert Iezzi die Gruppe Angora. Die Band siedelt später nach Los Angeles um und es gelang der Gruppe, einen Song in den Rock Steady Studios in Hollywood aufzunehmen, der von Rob Cavallo produziert wurde. Der Song, Shake, Shake, erschien auf einem vom Radiosender KNAC in Los Angeles herausgegebenen Compilation-CD mit dem Titel Son Of Pure Rock. Angora trat zu dieser Zeit häufig im Vorprogramm von Bands wie Racer X oder Shark Island auf. Die Gruppe löste sich jedoch auf, Jimmy Marchiano ging nach Philadelphia zurück, und Corabi, Scimeca und Iezzi blieben in Los Angeles.

### The Scream
Corabi lernte den bei Racer X ausgestiegenen Gitarristen Bruce Bouillet kennen und gründete mit ihm und zwei weiteren Ex-Mitgliedern der Band, John Alderete und Scott Travis, die Gruppe Saints or Sinners. Sie erhielten einen Schallplattenvertrag, doch noch vor Aufnahmebeginn verließ Travis die Band, weil er das Angebot bekommen hatte, bei Judas Priest zu spielen. Er wurde durch Walt Woodward III ersetzt, der vorher bei der Band Shark Island gespielt hatte, anschließend benannten die Mitglieder die Gruppe um und nannten sich The Scream.
Die Band nahm ihr Debütalbum Let It Scream, das auf dem Label Hollywood Records erschien, unter der Regie des Musikproduzenten Eddie Kramer auf. Das Album erschien 1991, als Single wurde I Believe in Me veröffentlicht. 1992 veröffentlichte die Gruppe den Song Young and Dumb auf dem Soundtrack zum Film "Encino Man" (deutscher Titel: "Steinzeit Junior"). Dieser Titel war von John Alderete, Bruce Bouillet und GGGarth produziert und im Studio Sound City aufgenommen worden. Das Soundtrackalbum enthielt auch den Titel Your're Invited (But Your Friend Can't Come) von Vince Neil.
Am 14. Februar 1992 erhielt John Corabi einen Anruf von Nikki Sixx, dem Bassisten von Mötley Crüe. Dieser teilte ihm mit, dass Vince Neil die Band verlassen habe und die Crüe einen neuen Sänger bräuchte. Corabi nahm Sixx' Einladung zum Casting an, spielte am 17. und 18. Februar 1992 vor, und bekam den Job als Sänger von Mötley Crüe.
Als Ersatz für Corabi verpflichteten die verbliebenen Gruppenmitglieder von The Scream den Sänger Bill Fogarty. Die Band nahm ein weiteres Album (Takin’ it to The Next Level) auf, das jedoch nicht veröffentlicht wurde, weil Hollywood Records den Vertrag kündigte.
1996 wurde das Tribute-Album Spacewalk - A Salute to Ace Frehley and Kiss veröffentlicht: Die CD enthielt eine Coverversion des Liedes New York Groove, die von den The Scream-Mitgliedern Bill Fogarty, Bruce Bouillet und John Alderete unter Nutzung eines Schlagzeug-Loops aufgenommen worden war.
2006 vertrieb John Corabi über seine Website eine CD mit dem Titel Screamin’ Live 1992, auf der sich die Aufnahme des letzten Konzerts der Band mit ihm als Sänger befand. Das Konzert war für eine Radioübertragung aufgenommen worden.
Walt Woodward III starb am 8. Juni 2010 an den Folgen einer Alkoholvergiftung.

## Diskografie
- Let It Scream; Hollywood Records, 1991